# Богаткин, Владимир Владимирович
Владимир Владимирович Богаткин (29 июня 1924 года  — 30 августа 1944 года) — советский военнослужащий, командир 1-го отдельного истребительно-противотанкового артиллерийского дивизиона 7-й гвардейской Режицкой стрелковой дивизии 10-й гвардейской армии 2-го Прибалтийского фронта, гвардии капитан. Герой Советского Союза.

## Биография

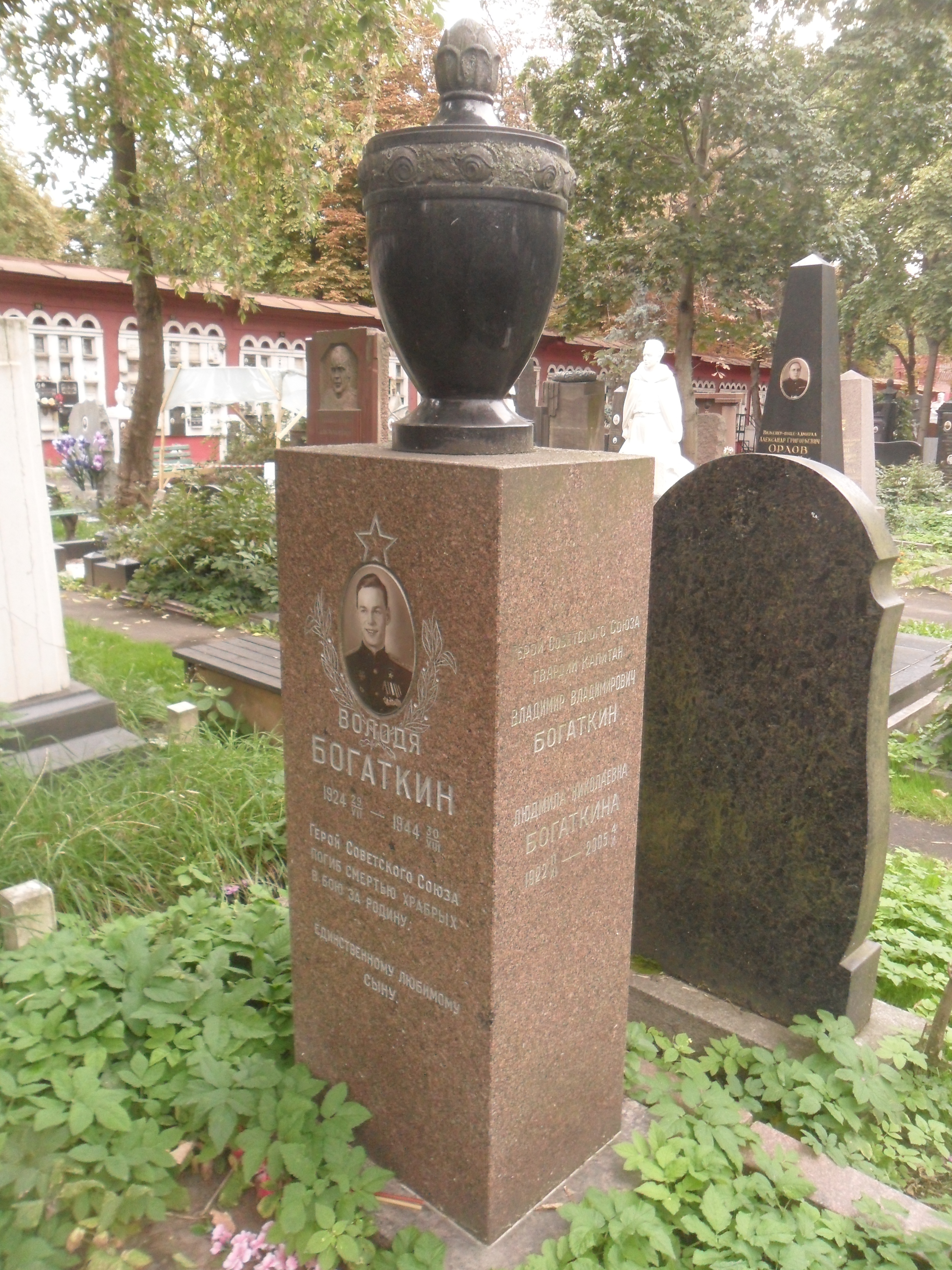
Могила Богаткина на Новодевичьем кладбище Москвы.

Владимир Богаткин родился в Благовещенске, Амурской области в семье будущего генерал-лейтенанта Владимира Николаевича Богаткина. Получил среднее образование. В 1941-м году вступил в ряды Красной Армии, в 1942 году — окончил артиллерийское училище, с августа 1943 года — в действующей армии. Воевал стрелком-ополченцем, командиром огневого взвода, артиллерийской батареи, дивизиона на Резервном, Воронежском, 1-м Украинском, 2-м Прибалтийском фронтах. В боях трижды ранен. 
Командир 1-го отдельного гвардейского истребительно-противотанкового дивизиона гвардии капитан Богаткин в числе первых 3 августа 1944 года ворвался на окраину города Варакляны (Латвия) и. ведя огонь прямой наводкой, способствовал освобождению города и закреплению захваченного рубежа. 15 августа 1944 года в районе деревни Пургаили (Мадонский район) с открытых огневых позиций дивизион отразил атаку противника. 17-18 августа отбил 3 контратаки в районе деревни Авотини, уничтожив несколько орудий и пулемётов и до роты вражеских солдат. 
29 августа 1944 года, прикрывая отход подразделения у деревни Индритени, огнём батарей остановил продвижение противника. 30 августа 1944 года гвардии капитан Богаткин погиб в бою. 
Указом Президиума Верховного Совета СССР от 29 июня 1945 года за образцовое выполнение боевых заданий командования на фронте борьбы с немецко-фашистскими захватчиками и проявленные при этом мужество и героизм гвардии капитану Богаткину Владимиру Владимировичу присвоено звание Героя Советского Союза (посмертно). 
Похоронен в Москве на Новодевичьем кладбище (участок 4).

## Награды
- Медаль «Золотая Звезда» и звание Героя Советского Союза
- Ордена Ленина
- Орден Красного Знамени
- Орден Отечественной войны 2 степени

Владимир Владимирович Богаткин. Сайт «Герои страны».